# Gayniggers from Outer Space
Gayniggers from outer space er en kortfilm fra 1992 instrueret af Morten Lindberg (også kendt som Master Fatman) og Per Kristensen efter manuskript af Morten Lindberg og Per Kristensen.
- Sponseret af Carlsberg Pilsner
- Produceret af GayJack Movies
- Distribueret af WorldWide GayMovies

## Handling
Filmen handler om en gruppe rumrejsende, som opdager at der er kvinder på Jorden. Med deres dødsstråler udrydder de Jordens kvinder én efter én.
5 homoseksuelle bøssenegre er på bøsseficeringspatrulje i vort solsystem, da de opdager planeten Jorden. De undersøger den for dem ukendte klode og opdager til deres rædsel, at der endnu findes kvinder. En gay-agent beames ned på Jorden, og da han antastes og såres af en kvinde, beslutter skibets kaptajn B. Dick at sætte operation FEMALE EXTERMINATION i gang…

## Medvirkende
- Coco P. Dalbert som ArmInAss
- Sammy Saloman som Capt. B. Dick
- Gerald F. Hail som D. Ildo
- Gbatokai Dakinah som Sgt. Shaved Balls
- Konrad Fields som Mr. Schwul
- Johnny Conny Tony Thomas som The Gay Ambassador